# Can't Shake Loose
«Can't Shake Loose» ('No puedo soltarme') es una canción grabada en 1983 por la cantante Agnetha Fältskog, exintegrante del grupo pop sueco ABBA.
Fue el cuarto sencillo publicado de su álbum como solista Wrap Your Arms Around Me y el primero en ser publicado en Estados Unidos.
La canción tuvo un sorprendente éxito en Estados Unidos donde fue certificada oro por la RIAA.
A pesar de todo Agnetha ha sido la integrante de ABBA con más sencillos dentro de las listas estadounidenses en solitario.

## La canción
Fue escrita por el cantante inglés Russ Ballard y producida por Mike Chapman. Ballard también había escrito I Know There's Something Going On, el éxito de  Anni-Frid Lyngstad (Frida)la excompañera de ABBA de Agnetha. La canción habla acerca de una mujer que quiere escaparse de un hombre al que no ama pero que siempre termina volviendo a él. Este tema viene incluido en el álbum Wrap Your Arms Around Me como la pista número 2.
A pesar de tener una limitada promoción el sencillo tuvo gran impacto en Canadá, Bélgica y los Estados Unidos,. En este último Agnetha hizo un viaje desde Suecia para presentar el sencillo en la televisión estadounidense. Sin embargo, en el Reino Unido y Australia el sencillo tuvo un éxito moderado y se estancó en los puestos 63 y 76 respectivamente.

## El vídeo
Agnetha filmó un vídeo promocional de la canción, en la que interpretó a una novia preocupada y nerviosa de un hombre rico y poderoso. Ella también condujo un Porsche en el clip.

## Posicionamiento
| Lista                                | Posición |
| ------------------------------------ | -------- |
| Bélgica Top 30 BRT Singles Chart     | 22       |
| Bélgica Top 30 Humo Singles Chart    | 24       |
| Canadá Top 50 Singles Chart          | 26       |
| Billboard Hot 100                    | 29       |
| E.U. Top 100 Cashbox Singles Chart   | 32       |
| Francia Sales Singles Chart          | 42       |
| UK Singles Chart                     | 63       |
| Australia Top 100 ARIA Singles Chart | 76       |

### Trayectoria en las listas
| Posición | 78 | 64 | 56 | 50 | 47 | 43 | 39 | 37 | 33 | 31 | 29 | 52 | 70 | 93 | 100 |

| Posición | 76 | 63 | 79 |

| Posición | 86 | 80 | 76 | 79 |

## Certificaciones y ventas
| País           | Certificación | Ventas  |
| -------------- | ------------- | ------- |
| Estados Unidos | Oro           | + 1 000 |